# Missionary Man
Pour l’article homonyme, voir Missionary Man (chanson).
Pour plus de détails, voir Fiche technique et Distribution.
Missionary Man est un film américain coécrit et réalisé en 2007 par Dolph Lundgren qui y interprète aussi le rôle principal.

## Synopsis
Un motard arrive en ville indienne pour assister aux funérailles de son meilleur ami. Mais il devra régler ses comptes à des trafiquants de drogue qui terrorisent le village.

## Fiche technique
- Réalisation : Dolph Lundgren
- Scénario :    Dolph Lundgren et Frank Valdez
- Musique :  Elia Cmiral
- Directeur de la photographie :  	Bing Rao
- Production : 	Andrew Stevens
- Distribution : Sony Pictures Home Entertainment
- Durée du film : 93 minutes
- Langue : anglais américain
- Pays d'origine :  États-Unis
- Sortie aux États-Unis : 29 novembre 2007

## Distribution
- Dolph Lundgren (VF : Antoine Tomé) : Ryder
- Kateri Walker : Nancy
- Chelsea Ricketts : Kiowa
- John Enos III : Jarfe
- August Schellenberg : Le cerf blanc
- Morgana Shaw : Tiger
- Matthew Tompkins : John Reno
- John D. Montoya : Junior
- John Cann : Murphy Thug
- James Chalke : Le shérif Acoma
- Daisy Lang : Bikeuse

## Commentaire
L'histoire est fortement similaire à celle du western Pale Rider, le cavalier solitaire de Clint Eastwood.